# Альназарова, Акмарал Шарипбаевна
Акмарал Шарипбаевна Альназарова (каз. Ақмарал Шәріпбайқызы Әлназарова; род. 16 февраля 1971, Кызылорда, КазССР, СССР) — казахстанская врач-гигиенист высшей категории, врач-педиатр высшей категории, доктор медицинских наук (2010). Министр здравоохранения Казахстана с 6 февраля 2024 года.
Депутат Сената Парламента Республики Казахстан от Кызылординской области (13 августа 2020 — 6 февраля 2024).

## Биография
Родилась 16 февраля 1971 года в городе Кызылорда.
В 1994 году окончила Алматинский государственный институт медицины по специальности «Врач-педиатр», в 2006 году Кызылординский государственный университет имени Коркыт ата по специальности «Экономист».
Трудовую деятельность начала в 1994 году врачом приёмного отделения Кызылординской городской детской больницы.
С 1997 по 1999 год — Младший научный сотрудник Кызылординского филиала научного центра педиатрии и детской хирургии.
С 1999 по 2001 год — Начальник отдела, заместитель начальника областного управления здравоохранения.
С 2001 по 2003 год — Главный врач Кызылординской областной детской больницы.
С 2003 по 2004 год — Начальник управления здравоохранения Кызылординской области.
С 2005 по 2007 год — Начальник областного управления Комитета по контролю в сфере оказания медицинских услуг МЗ РК.
С 2007 по 2013 год — Директор Кызылординского медицинского колледжа.
С 2013 по 2015 год — Заместитель акима Кызылординской области.
С 2015 по 2019 год — Руководитель управления здравоохранения Кызылординской области.
С апрель 2019 по июнь 2020 года — Первый заместитель Председателя Кызылординского областного филиала партии «Нур Отан».
Депутат Кызылординского областного маслихата IV и V созывов, руководила комиссией по вопросам социальной сферы и культуры.
13 августа 2020 года была избрана депутатом сената парламента Республики Казахстан от Кызылординской области.
С 6 февраля 2024 года — министр здравоохранения Республики Казахстан.

## Награды и звания
- Медаль «10 лет Астане» (2008);
- Нагрудный знак Министерства здравоохранения РК «Отличник здравоохранения» (2008 года);
- Указом президента РК от 4 декабря 2009 года награждена медалью «Шапагат» (Милосердие) — за заслуги в области здравоохранения и многолетнюю добросовестную работу.;[7]
- Орден Курмет (5 декабря 2016 года);
- Медаль «30 лет независимости Республики Казахстан» (2021);
- Нагрудный знак МЗ РК «За вклад в развитие здравоохранения Республики Казахстан»;
- Орден Парасат (22 марта 2023 года);[8];
- Почётный знак Межпарламентской Ассамблеи государств — участников Содружества Независимых Государств «За заслуги в развитии физической культуры, спорта и туризма» (16 ноября 2023 года, Межпарламентская ассамблея СНГ) — за значительный вклад в развитие физической культуры, спорта и туризма в государствах — участниках Содружества Независимых Государств, реализацию идей сотрудничества в сфере физической культуры, спорта и туризма[9].